# USS Austin (LPD-4)
Le 3e navire USS Austin (LPD-4) est le navire de tête de sa classe de Landing Platform Dock dans la United States Navy. Le nom d'Austin fut donné en honneur de la ville d'Austin, au Texas.
Il est démoli au Texas en 2010.